# Acoblador direccional

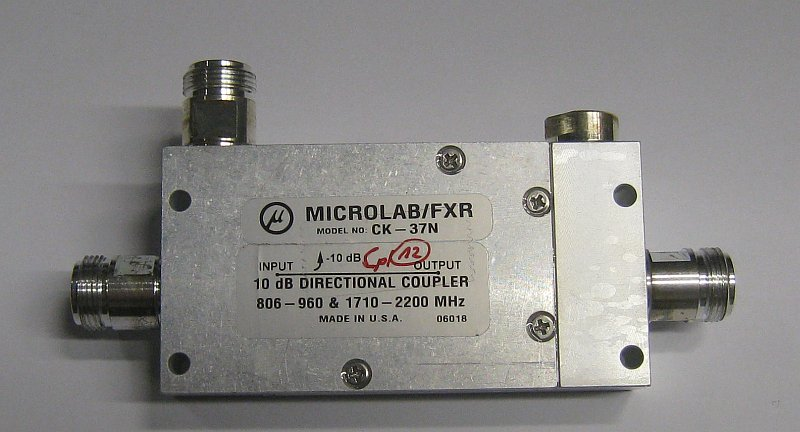
Acoblador direccional 10 dB RF, connectors N, de Microlab/FXR. D'esquerra a dreta: ports entrada, acoblat, aïllat (connectat a una càrrega) i transmès.

Els divisors de potència i acobladors direccionals són dispositius passius emprats en el camp de la ràdio tecnologia. Aquests dispositius acoblen part de la potència transmesa mitjançant una línia de transmissió cap a un altre port, sovint utilitzant dues línies de transmissió disposades a prop una de l'altre perquè l'energia que circula per una de les línies s'acobli a l'altra.

## Línies de transmissió de l'acoblador
Com es mostra a la figura 1, un acoblador té 4 ports: entrada, sortida, acoblat i aïllat. El terme “línia principal” es refereix a la línia entre els ports 1 i 2. En alguns acobladors direccionals, la línia principal està dissenyada per a operar en alta potència (grans connectors), mentre que el port acoblat pot utilitzar un connector petit SMA. Sovint el port aïllat està connectat a una càrrega adaptada, interna o externa (normalment 50 ohms). S'hauria de tenir en compte que l'acoblador direccional, en ser un dispositiu linear, la notació de la Figura 1 és arbitrària. Qualsevol port pot ser l'entrada, d'aquesta manera la sortida seria el port al qual està connectat directament l'entrada, el port acoblat seria el port adjacent al d'entrada, i l'aïllat seria el port en diagonal.
El port acoblat s'utilitza per a obtenir la informació (per exemple la freqüència i el nivell de potència) del senyal sense interrompre el flux de potència principal en el sistema (a excepció de la reducció de potència – veure Figura 2). Quan la potència del port 3 és la meitat de la potència d'entrada (per exemple 3 dB menys que la potència d'entrada), la potència en la línia de transmissió principal també està 3 dB per sota de la potència d'entrada i és igual a la potència acoblada. Aquest tipus d'acobladors són els anomenats híbrids de 90 graus, híbrids o acobladors 3 dB.
Les propietats comunes desitjades per a tots els acobladors direccionals són una amplada de banda gran, alta directivitat i una bona impedància d'adaptació en tots els ports quan els altres ports estan connectats a càrregues adaptades. Aquestes característiques dels acobladors direccionals híbrids i no híbrids s'expliquen per si mateix. Altres característiques generals seran discutides a continuació.

## Factor d'acoblament
El factor d'acoblament es defineix com: {\displaystyle C_{3,1}=-10\log {\left({\frac {P_{3}}{P_{1}}}\right)}\quad {\rm {dB}}}
A on P1 és la potència d'entrada al port 1 i P₃ és la potència de sortida al port acoblat (vegeu Figura 1)
El factor d'acoblament representa la propietat primària d'un acoblador direccional. L'acoblament no és constant, varia amb la freqüència. Mentre que alguns dissenys poden reduir aquest variació, és impossible construir un acoblador perfecte sense variació amb la freqüència. Els acobladors direccionals són especificats en termes d'exactitud en la freqüència central de la banda d'operació. Per exemple un acoblament de 10 dB +/-0.5 dB significa que l'acoblador direccional pot tenir un acoblament de 9.5 dB a 10.5 dB en la freqüència central de la banda. La precisió és deguda a les toleràncies dimensionals en la separació entre les dues línies acoblades. Una altra especificació és la sensibilitat a la freqüència. Una major sensibilitat a la freqüència permetrà una banda de freqüències operativa més ampla. S'empren múltiples seccions d'acoblament d'un quart de longitud d'ona per a obtenir un major amplada de banda de freqüència. Normalment aquest tipus d'acoblador direccional està dissenyat per a una relació d'amplada de banda de freqüència i per un màxim d'ondulació d'acoblament dintre de la banda de freqüències. Per exemple, un típic disseny d'acoblador amb una amplada de banda de freqüència de 2:1 que produeix un acoblament de 10 dB amb una ondulació de +/- 0.1 dB, amb l'especificació prèvia d'exactitud, tindria un acoblament de 9.6 +/- 0.1 dB fins a 10.4 +/- 0.1 dB al llarg del rang de freqüències.

## Pèrdues
En un acoblador direccional ideal, les pèrdues de la línia principal des del port 1 al port 2 (P1 – P₂) a causa de la potència acoblada al port de sortida són:
Pèrdues per inserció: {\displaystyle L_{2,1}=10\log {\left(1-{\frac {P_{3}}{P_{1}}}\right)}\quad {\rm {dB}}}
Les pèrdues seran una combinació de pèrdues d'acoblament, pèrdues dielèctriques, pèrdues del conductor pèrdues per ROE. Depenent del rang de freqüències, les pèrdues per acoblament són menys significatives amb un acoblador superior a 15 dB. En aquest cas les altres pèrdues són la major part del total de pèrdues. En la Figura 2 es mostra un gràfic amb la relació teòrica entre les pèrdues per inserció (dB) i el factor d'acoblament (dB).

## Aïllament
L'aïllament d'un acoblador direccional pot ser definit com la diferència en nivell de senyal, en dB, entre el port d'entrada i el port aïllat, estant els altres ports connectats a càrregues adaptades, o:
Aïllament: {\displaystyle I_{4,1}=-10\log {\left({\frac {P_{4}}{P_{1}}}\right)}\quad {\rm {dB}}}
L'aïllament també pot ser definit entre els dos ports de sortida. En aquest cas, un dels ports de sortida és emprat com entrada, mentre que l'altre és considerat com a port de sortida. Els altres dos ports (entrada i sortida) estan connectats a càrregues adaptades.
Conseqüentment: {\displaystyle I_{3,2}=-10\log {\left({\frac {P_{3}}{P_{2}}}\right)}\quad {\rm {dB}}}
L'aïllament entre el ports d'entrada i el port aïllat pot ser diferent de l'aïllament entre els dos ports de sortida. Per exemple l'aïllament entre els ports 1 i 4 pot ser de 30 dB mentre que l'aïllament entre els ports 2 i 3 pot tenir un valor diferent, com per exemple 25 dB. Si les dues mesures d'aïllament no estan disponibles, es pot assumir que són iguals. Si no estan disponibles cap de les dues, es pot estimar l'aïllament per la suma del factor d'acoblament més les pèrdues de retorn (ROE). L'aïllament hauria de ser el més alt possible. Als acobladors actuals, el port aïllat mai està completament aïllat. Sempre estarà present algun senyal RF. Els acobladors direccional d'ona de guia són els que tenen el millor aïllament.

Si l'aïllament és alt, l'acoblador direccional és excel·lent per a combinar senyals i alimentar una sola línia cap a un receptor per a realitzar proves de recepció de 2 tons. A la Figura 3 un senyal entra pel port P₃, un altre pel port P₂, i els dos surten pel port P1. El senyal que passa del port P₃ al port P1 tindrà unes pèrdues de 10 dB, i el senyal que va del port P₂ al port P1 tindrà 0.5 dB de pèrdues. La càrrega interna de l'aïllat dissiparà les pèrdues de senyal des del port P₃ fins al port P₂. Si els aïllaments de la Figura 3 són ignorats, la mesura d'aïllament (del port P₂ al port P₃) determina la quantitat de potència del generador de senyal F₂ que serà injectada cap al generador de senyal F1. Així com el nivell d'injecció augmenta, es pot produir modulació del generador de senyal F1, o fins i tot injecció de bloqueig de fase. Degut a la simetria de l'acoblador direccional, la injecció reversa es produirà amb els mateixos possibles problemes de modulació del generador de senyal F₂ per F1. A més els aïlladors són emprats en la Figura 3 per a incrementar efectivament l'aïllament (o directivitat) de l'acoblador direccional. Per tant, les pèrdues per injecció seran degudes a l'aïllament de l'acoblador direccional més l'aïllament invers dels aïlladors.

## Directivitat
La directivitat està directament relacionada amb l'aïllament, i es defineix per:
Directivitat: {\displaystyle D_{3,4}=-10\log {\left({\frac {P_{4}}{P_{3}}}\right)}=-10\log {\left({\frac {P_{4}}{P_{1}}}\right)}+10\log {\left({\frac {P_{3}}{P_{1}}}\right)}\quad {\rm {dB}}}
a on: P₃ és la potència de sortida del port acoblat i P₄ és la potència de sortida del port aïllat.
La directivitat hauria de ser el més alta possible. La directivitat és molt alta a la freqüència de disseny i és una funció sensible a la freqüència a causa del fet que depèn de la cancel·lació de dos components de l'oscil·lació. Els acobladors direccionals d'ona de guia són els que tenen millor directivitat. La directivitat no és mesurable directament, és calculada a partir de la diferència entre les mesures d'aïllament i acoblament:
{\displaystyle D_{3,4}=I_{4,1}-C_{3,1}\quad {\rm {dB}}}

## Híbrids
Els acobladors híbrids, o acobladors direccionals 3 dB, en els quals les dues sortides són d'igual amplitud, poden ser de diverses formes. Fins no fa molt, els acobladors 3 dB en quadratura (90 graus), amb sortides desfasades 90 graus, era el que ens venia al cap al parlar d'acobladors híbrids. Ara qualssevol 4 ports amb braços aïllats i divisor de potència igual és anomenat híbrid o acoblador híbrid. Avui en dia, la funció característica és la diferència de fase de les sortides. Si és de 90 graus, es tracta d'un híbrid 90 graus. Si és de 180 graus, es tracta d'un híbrid 180 graus. Fins i tot el divisor de potència Wilkinson, el qual té 0 graus de diferència, és actualment un híbrid, encara que el quart braç és normalment intern.
L'híbrid s'aplica en comparadors monopuls, mescladors, combinadors de potència, divisors, moduladors i arrays en fase de sistemes d'antena de radar.
Una versió més barata d'aquest tipus d'acobladors se sol utilitzar també a casa, per a dividir els senyals de TV i FM, per cable o per aire, cap a les diferents habitacions, i també pels dispositius sense un passthrough cap a la TV. Un port està etiquetat com a entrada, mentre que els altres dos, tres o quatre estan etiquetats com a sortides, moltes vegades amb els dB de pèrdua de cada un. Un d'aquests pot tenir menys pèrdues que els altres, el qual pot tenir connectat un altre splitter, o el cable coaxial més llarg connectat a l'habitació més llunyana.

## Balanç d'amplitud
Aquesta terminologia defineix la diferència de potència en dB entre els dos ports de sortida d'un híbrid 3 dB. En un circuit ideal híbrid la diferencia hauria de ser de 0 dB. De totes maneres, en un dispositiu real el balanç d'amplitud depèn de la freqüència i se separa de la diferència ideal de 0 dB.
En enginyeria de transmissió, els acobladors diferència-amplitud són utilitzats per crear null fill.

## Balanç de fase
La diferència de fase entre els dos ports de sortida d'un acoblador híbrid hauria de ser de 0, 90, 180 graus depenent del tipus utilitzat. De totes maneres, igual que en el balanç d'amplitud, la diferencia de fase és sensible a la freqüència d'entrada i normalment variarà uns pocs graus.

Les propietats de fase d'un acoblador híbrid de 90 graus poden ser aprofitades en els circuits microones. Per exemple, en un amplificador equilibrat de microones les dues entrades són alimentades mitjançant un acoblador híbrid. Els dispositius FET normalment tenen una pobre adaptació i reflecteixen molta energia incident. De totes maneres, com els dispositius són essencialment idèntics, els coeficients de reflexió de cada dispositiu són iguals. El voltatge reflectit des dels FETs està en fase amb el port aïllat, desfasat 180 graus del port d'entrada. A més, tota la potència reflectida des dels FETs van cap a la càrrega del port aïllat i cap potència va cap al port d'entrada. Com a conseqüència s'aconsegueix una bona adaptació d'entrada (baixa ROE).
Si s'utilitzen línies adaptades en fase per a una entrada d'antena cap a un acoblador de 180 graus, com es mostra a la Figura 4, es produirà un nul directament entre les antenes. Per a rebre un senyal a aquesta posició s'hauria de canviar el tipus d'híbrid o la longitud de la línia. Aquesta és una bona aproximació per a rebutjar des d'una direcció determinada o per a crear el patró de diferència per un radar monopuls.
Els acobladors de diferència de fase poden ser utilitzats per beam tilt a una estació de ràdio VHF en FM, retardant la fase en els elements inferiors d'un array d'antenes. D'aquesta manera es pot redirigir completament el rang de retransmissió a les estacions AM d'ona mitjana que utilitzen radiadors mast. Normalment es fa de nit per evitar interferències skywave a una altra estació situada en la direcció oposada.

## Altres divisors de potència
Els dos acobladors híbrids, Wilkison i en quadratura (90°) es poden utilitzar per aplicacions amb divissors de potència coherent. El divisor de potència Wilkinson té una baixa ROE en tots els ports i un alt aïllament als ports de sortida. Les impedàncies d'entrada i de sortida en cada port estan dissenyades per ser iguals a la impedància característica del sistema de microones.

A la dreta es mostra un divisor de potència típic. Idealment, la potència d'entrada seria dividida per igual entre els ports de sortida. Els divisors estan fabricats amb múltiples acobladors, i igual que aquests, poden invertir-se i utilitzar-se com multiplexadors. La qüestió és que per un multiplexador de quatre canals, la sortida consisteix a només ¼ de potència de cada un, per tant és relativament ineficient. Multiplexar amb poques pèrdues només es pot aconseguir amb xarxes de filtres.
A l'inici, la divisió de potència coherent es va assolir mitjançant simples unions T. En les freqüències de microones, les guies d'ona en T tenen dues formes possibles -pla Ei pla H. Aquestes dues unions separen la potència per igual, però a causa de les diferents configuracions de camp a la unió, als braços de sortida, els camps elèctrics estan en fase a la T de pla H i en antifase a la T de pla E. La combinació d'aquestes dues T's per formar un híbrid va permetre la fabricació d'un component de quatre ports, el qual podia realitzar la suma vectorial i la diferència de dos senyals de microones coherents. El dispositiu és conegut com la T màgica.

## Combinadors de potència
Com que els circuits híbrids són bidireccionals, poden ser utilitzats per dividir un senyal i alimentar múltiples amplificadors de baixa potència, després recombinar-les i alimentar una sola entrada amb alta potència com es mostra a la figura 6.
Aquesta aproximació permet emprar nombrosos amplificadors de baixa potència, menys cars, en lloc d'un sol TWT d'alta potència. Encara una altra aproximació és alimentar una antena amb cada amplificador d'estat sòlid (SSA) i permetre que la potència sigui combinada a l'espai, o també alimentar una lent la qual estaria connectada a una antena.

## Acobladors direccionals de baixa freqüència
Per les freqüències més baixes és possible una implementació compacta de banda ampla mitjançant acobladors unidireccionals (transformadors). A la figura es mostra un circuit per acoblament dèbil i que es pot entendre a les següents línies: Un senyal entra per un dels parells de línies. Un transformador redueix el voltatge del senyal i l'altra redueix el corrent. A més la impedància està adaptada. El mateix argument val per a cada direcció del senyal a través de l'acoblador. El signe relatiu del voltatge induït i el corrent determina la direcció del senyal de sortida.
Per un acoblament 3 dB, amb una divisió igual del senyal, un altre punt de vista pot ser més apropiat: Dos dels parells de línies són combinats en una línia polifàsica. Es pot fer servir un transformador polifàsic per redistribuir el senyal a un grup de línies rotades 45°